# Майоров, Яков Михайлович
Яков Михайлович Майоров — советский военный деятель, генерал-лейтенант.

## Биография
Родился в 1915 году в деревне Маношино. Член КПСС.
Окончил Ленинградский техникум ж.д. транспорта им. Ф. Э. Дзержинского, ВПА им. В. И. Ленина.
В межвоенное время — курсант учебного полка, помощник политрука, военком роты, инструктор ПО УВР-3.
Участник советско-финской войны.
Участник Великой Отечественной войны: помощник начальника политотдела по комсомольской работе, военный комиссар батальона, начальник политотдела 11-й, 9-й ж.д. бригад, заместитель начальника ПО, начальник ПО УВВР-2 и ЖДВ Ленинградского фронта

Яков Михайлович прошел славный и трудный путь политработника. Комсомольский вожак в одной из железнодорожных частей в предвоенные годы, политрук отдельной железнодорожной роты в военном конфликте с Финляндией в 1940 году, комиссар железнодорожного батальона в первые дни Великой Отечественной войны.
Фронтовые дороги Я. М. Майорова пролегли на Ленинградском фронте, у стен осажденного города, у «Дороги жизни». Как участник тех суровых событий, я знаю, через какие испытания пришлось пройти Якову Михайловичу, возглавлявшему тогда политотдел 9-й железнодорожной бригады, а затем политотдел УВВР-2 Ленинградского фронта.

В 1946—1949 годах — заместитель начальника управления строительства № 300 по политчасти, участник восстановления Дунайского моста в СФРЮ.

Ведь восстановление <Дунайского> моста было демонстрацией технических возможностей Советского Союза. На этом внешнеполитическом аспекте особое внимание заострял парторг строительства Яков Михайлович Майоров, ранее занимавший аналогичную должность в железнодорожных войсках Ленинградского фронта. По его настоянию инженерам провели экскурсии по Белграду и окрестностям. Советские участники строительства видели места, связанные с антифашистской борьбой, белградцев, занимавшихся восстановлением города, советских саперов, его разминировавших. Все это создавало правильный настрой на работу

В 1949—1951 годах — начальник политотдела 36 ждбр.
В 1951—1953 годах — начальник политотдела Ярославского военно-железнодорожного училища.
В 1953—1957 годах — начальник политотдела 9-го железнодорожного корпуса.

В должности начальника политотдела 9-го ЖДК полковник Майоров занимался партийно-политической и воспитательной работой по мобилизации личного состава корпуса на выполнение задач по строительству Улан-Баторской ж.д. магистрали.

В 1957—1969 годах — заместитель начальника ПО, заместитель секретаря, секретарь парткома, начальник ПО ВАТТ
В 1969—1983 годах — член Военного Совета Железнодорожных войск СССР.
Делегат XXIV, XXV и XXVI съездов КПСС.
Умер в 2002 году в Москве.

## Награды
- Орден Ленина
- Орден Красного Знамени
- Орден Отечественной войны I степени
- Орден Отечественной войны II степени (дважды)
- Орден Трудового Красного Знамени
- Орден Красной Звезды (трижды)
- Орден Знак Почёта